# Santo y Blue Demon contra Drácula y el hombre lobo
Santo y Blue Demon vs. Drácula y el hombre lobo es una película de terror y ciencia ficción mexicana de 1973, dirigida por Miguel M. Delgado y protagonizada por El Santo y Blue Demon, junto a los actores Aldo Monti y Agustín Martínez Solares.

### Trama
Narra una aventura aislada en la que el famoso luchador, El Santo, hace equipo con otro importante luchador, Blue Demon, para detener los planes de dominación mundial de Drácula (Monti), el Hombre Lobo (Solares), y una especie de nigromante criminal llamado "Eric" (Barrón). 
La película es una pieza de entretenimiento que no hace referencia ni busca cuadrar las historias o características de sus personajes con sus cánones originales. Tanto Drácula como el Hombre Lobo parecen ser versiones inspiradas exclusivamente en estereotipos de otras películas y con trasfondos inventados especialmente para esta historia.
El actor Aldo Monti previamente interpretó al personaje de Drácula en la película de 1968, Santo en el tesoro de Drácula, así como en El vampiro y el sexo, versión sin censura de esta misma lanzada posteriormente en 2011.

## Elenco
- El Santo como él mismo
- Blue Demon como él mismo
- Bruno Rey como Voz doblada del Santo
- Víctor Alcocer como Voz doblada de Blue Demon
- Aldo Monti como El Conde Drácula
- Agustín Martínez Solares como Rufus Rex, el Hombre Lobo
- Nubia Martí como Lina Cristaldi
- Maria Eugenia San Martín como Laura Cristaldi
- Alfredo Wally Barrón como Eric
- Jorge Mondragón como Profesor Luis Cristaldi
- Lissy Fields como Rosita (niña)
- Carlos Suárez como Jefe de criminales
- Carlos León como Hombre encadenado
- Angel Blanco como Luchador
- Renato el Hippie como Luchador
- Enrique Llanes como Narrador
- Roberto Rangel como Referee
- Guillermo Ayala como Esbirro criminal

## Argumento
El profesor Cristaldi es el último descendiente de una familia de magos y otros sabios que han luchado contra seres sobrenaturales malignos. Un día recibe una carta anónima avisándole que su vida y la de su familia corren peligro, aunque no da detalle alguno. El profesor aprovecha que su sobrina Lina es novia de El Santo para pedirle su protección. El Santo, a su vez, y puesto que la policía no quiere involucrarse, convoca a su colega Blue Demon para ayudarle a proteger a la familia Cristaldi de los peligros desconocidos que acechan.
La carta fue enviada por el mago oscuro (y criminal) Eric, quien tiene en su posesión los restos mortales tanto de Drácula como de "Rufus Rex", el Hombre Lobo. Éstos fueron originalmente ultimados por el Mago Cristaldi siglos atrás, y elabora un plan que involucra un sacrificio humano para resucitar a los dos seres malignos, y posteriormente el asesinato de toda la familia Cristaldi. Esto permitirá a Drácula y el Hombre Lobo continuar con su misión de convertir a la humanidad en vampiros y hombres lobo, y así dominar el mundo.

## Producción
La película muestra el límite de su presupuesto al forzar a los personajes a enfrascarse en una trama que al final de cuentas involucra únicamente a un número muy limitado de personas en locaciones mayormente vacías, a pesar de las expectativas épicas que anuncia. 
Sin embargo, mezcla ideas que le dan dinamismo a la acción, frecuentemente inspiradas en otras películas y series, como una cueva-calabozo de los villanos, una pelea en una fábrica que involucra un montacargas, la amenaza de incinerar a los luchadores en un gran horno, y un abismo lleno de estacas. 
Tiene críticas tanto serias como paródicas que celebran su ingenio pero también critican sus pobrezas.